# N.C. Wyeth

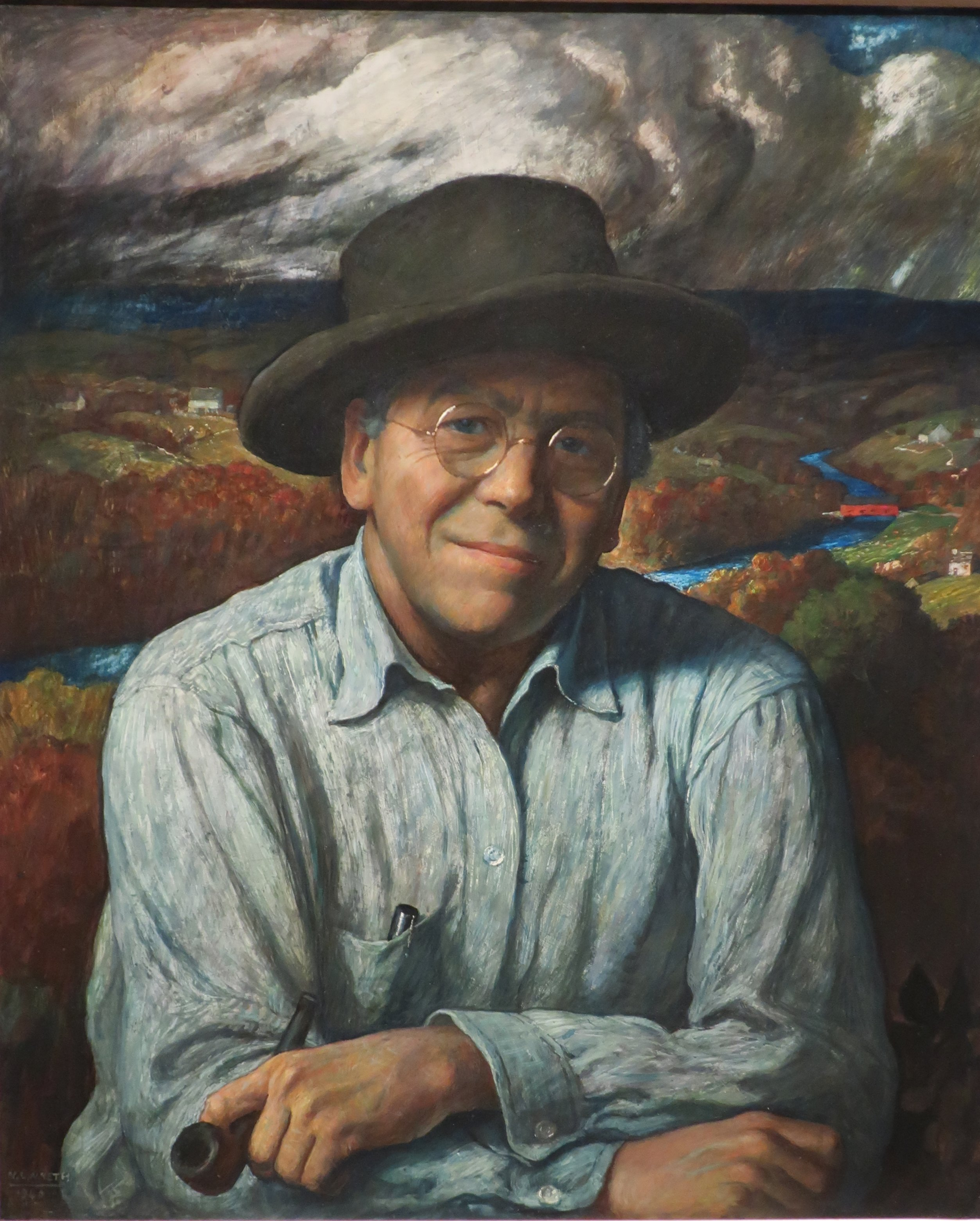
N.C. Wyeth, självporträtt 1940.

Newell Convers "N.C." Wyeth, född 22 oktober 1882 i Needham, Massachusetts, död 19 oktober 1945 i Chadds Ford, Pennsylvania, var en amerikansk illustratör och konstnär. Han var far till konstnären Andrew Wyeth.

## Biografi
Newell Convers Wyeth, känd som N.C. Wyeth, var son till spannmålshandlaren och lantbrukaren Andrew Newell Wyeth och dennes hustru Henriette. Redan som barn tecknade han människor, djur och natur i trakten kring gården i Needham. Mot faderns vilja men med moderns stöd utbildade han sig till teknisk ritare i Boston. Efter examen 1899 fortsatte han på konstskolan Massachusetts Normal Art School i Boston. Helt avgörande för hans fortsatta bana som illustratör och konstnär blev hans två års studier vid Howard Pyles School of Art i Wilmington, Delaware, 1902–1904. Pyle var sin tids mest framgångsrika illustratör och Wyeth tog djupa intryck av hans undervisning. Bland annat betonade Pyle betydelsen av dramatiska effekter och vikten av personlig kännedom om motivet.
1903 fick Wyeth publicerat ett omslag till tidskriften Saturday Evening Post, en cowboy som rider in en häst, det första i en rad omslag för magasinet. De kommande åren gjorde Wyeth många målningar med motiv från den amerikanska västern. Han reste i området, Colorado, Arizona och New Mexico, och arbetade som kofösare, postryttare och diligensförare. Han fick uppdrag för tidskrifter, illustrerade äventyrsböcker för barn och ungdomar. Särskilt illustrationerna för Robert Louis Stevensons Skattkammarön 1911 blev en stor framgång. Som illustratör arbetade Wyeth med oljefärg på stora dukar. Bilderna förminskades sedan när de reproducerades i böckerna. Han gjorde reklam för Coca-Cola, tobaksbolag och andra företag och blev också efterfrågad som muralmålare. 
Arbetet som illustratör var ekonomiskt framgångsrikt, men Wyeth ville bli betraktad som en ”riktig” konstnär. När han blivit ekonomiskt oberoende ägnade han allt mer tid åt motiv han själv valde; landskap, stilleben och porträtt. Han fick dock inte det erkännande från konstvärlden som han önskat. 
Tre av N.C. Wyeths fem barn blev framgångsrika konstnärer, framförallt sonen Andrew Wyeth. Även Andrews son James ”Jamie” Browning Wyeth blev en erkänd konstnär.

## Bilder

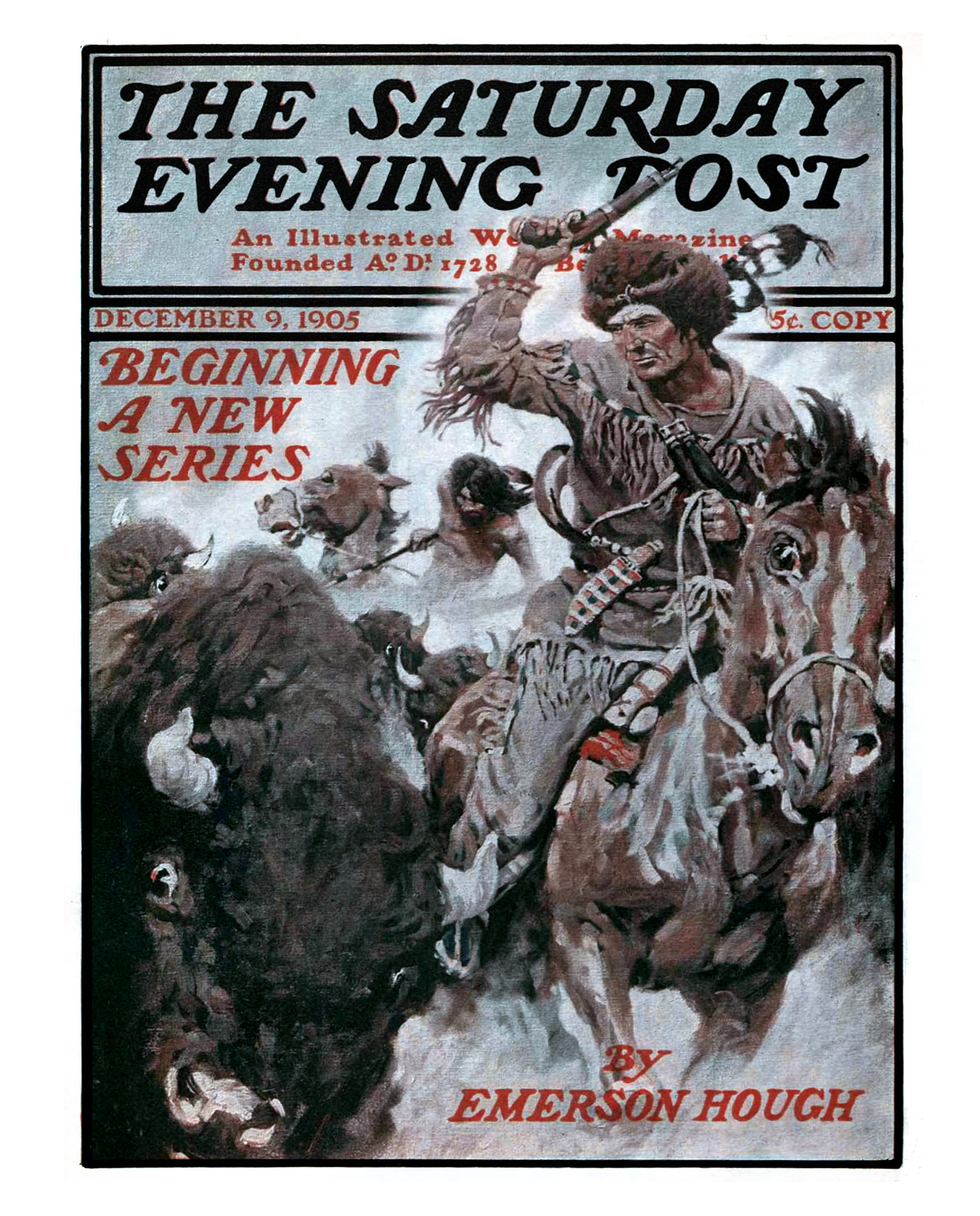
Omslag till The Saturday Evening Post 1905.
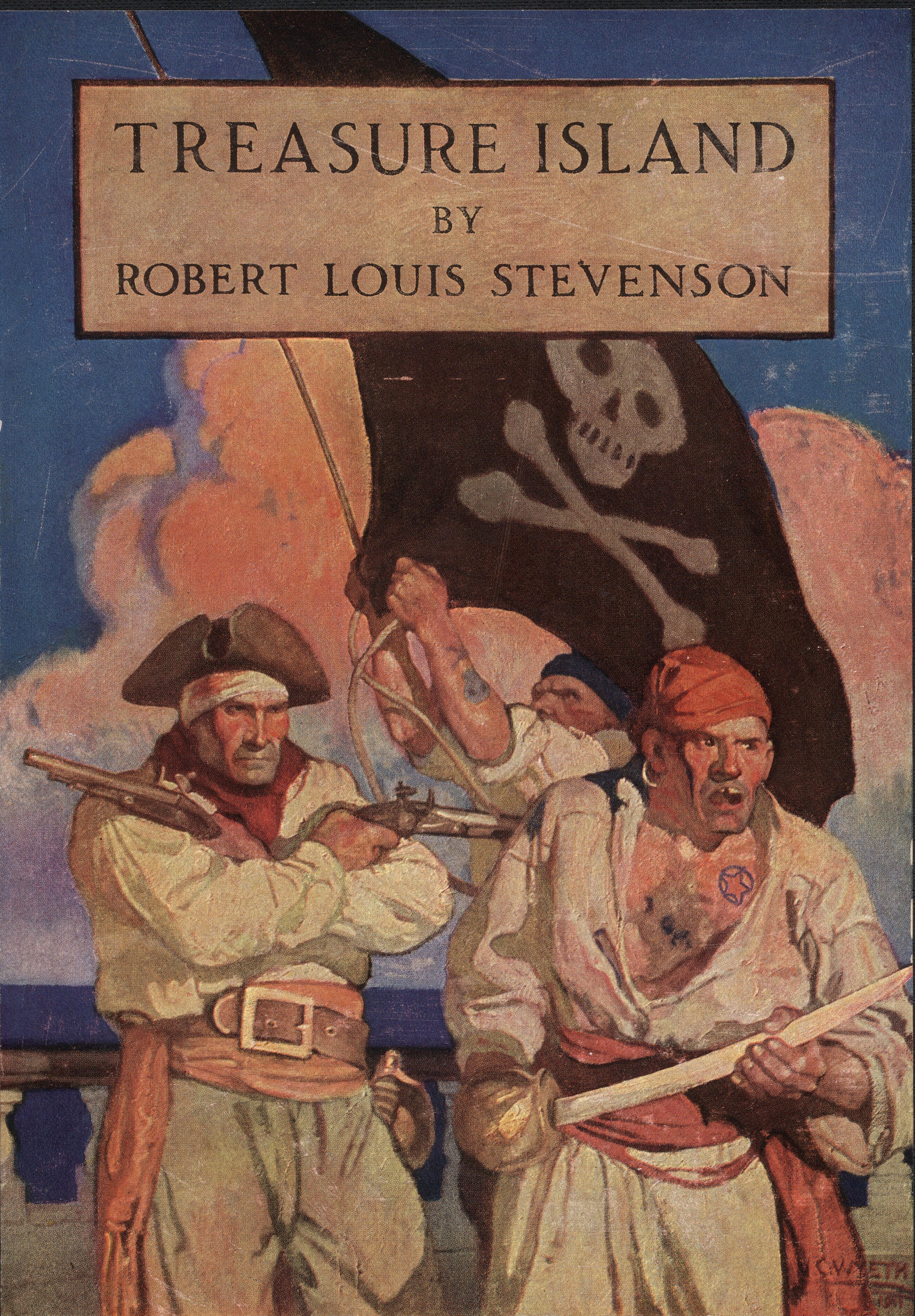
Omslag till Skattkammarön 1911
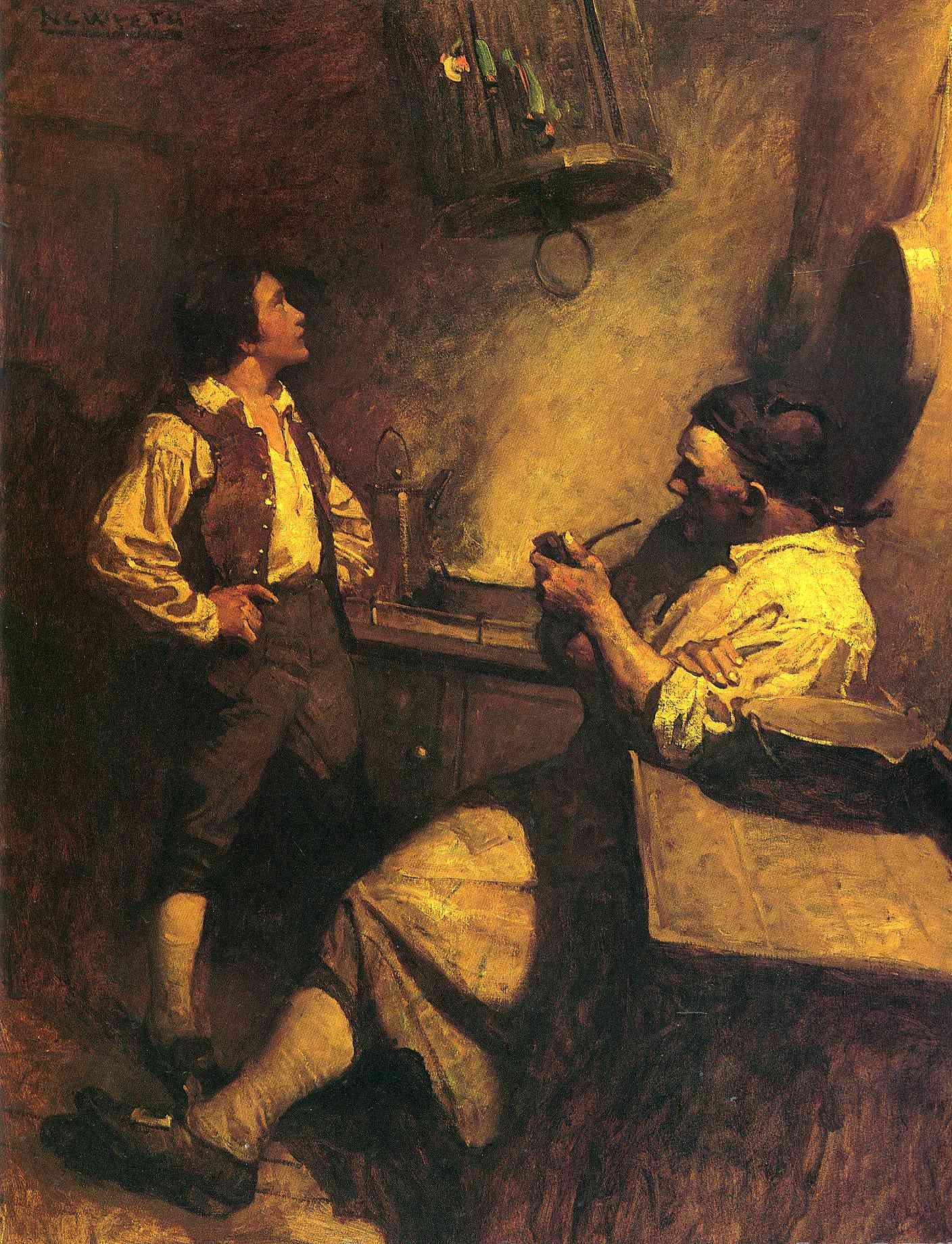
Jim Hawkins och Long John Silver. Illustration till Skattkammarön 1911.
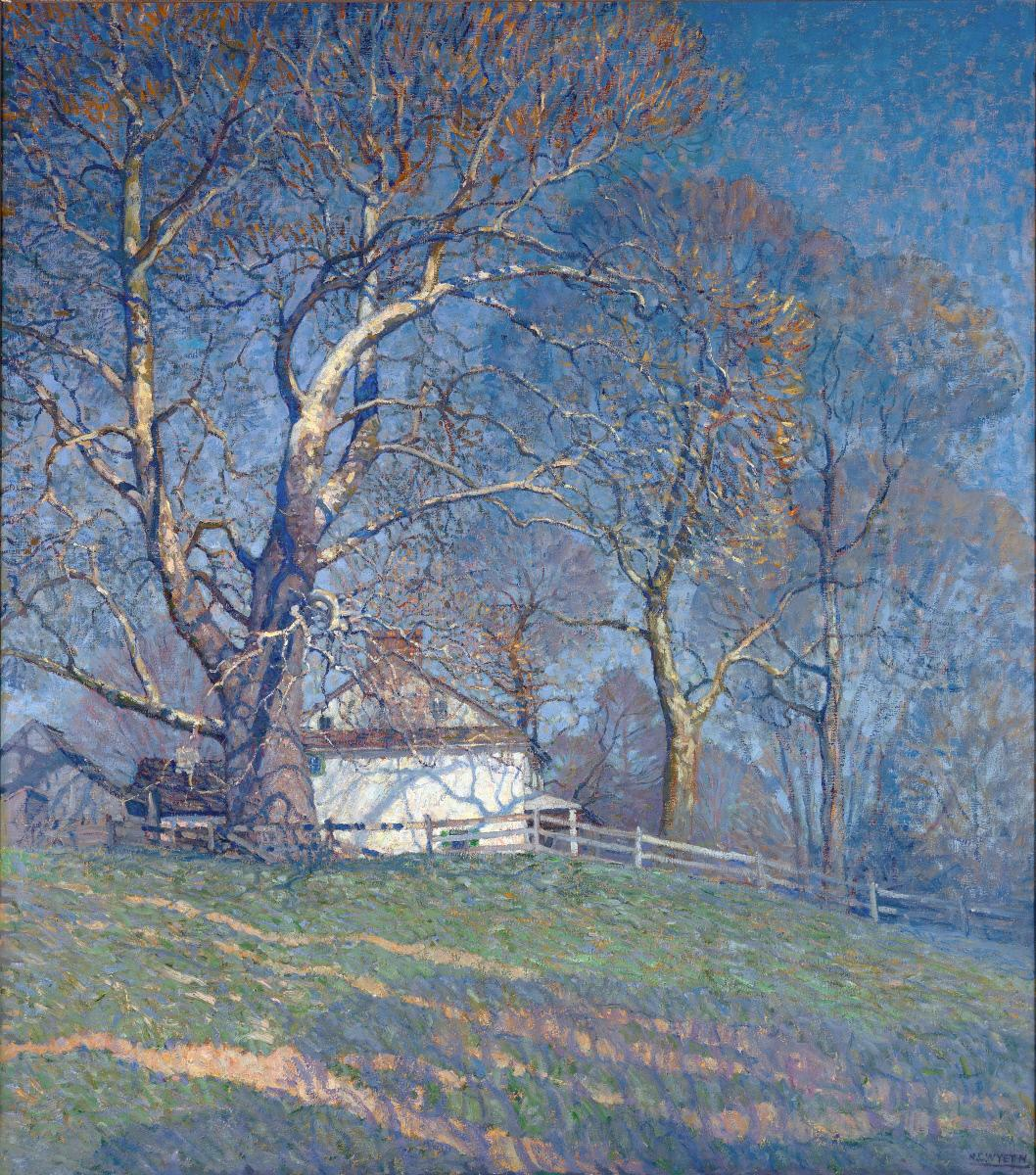
Buttonwood Farm 1920.
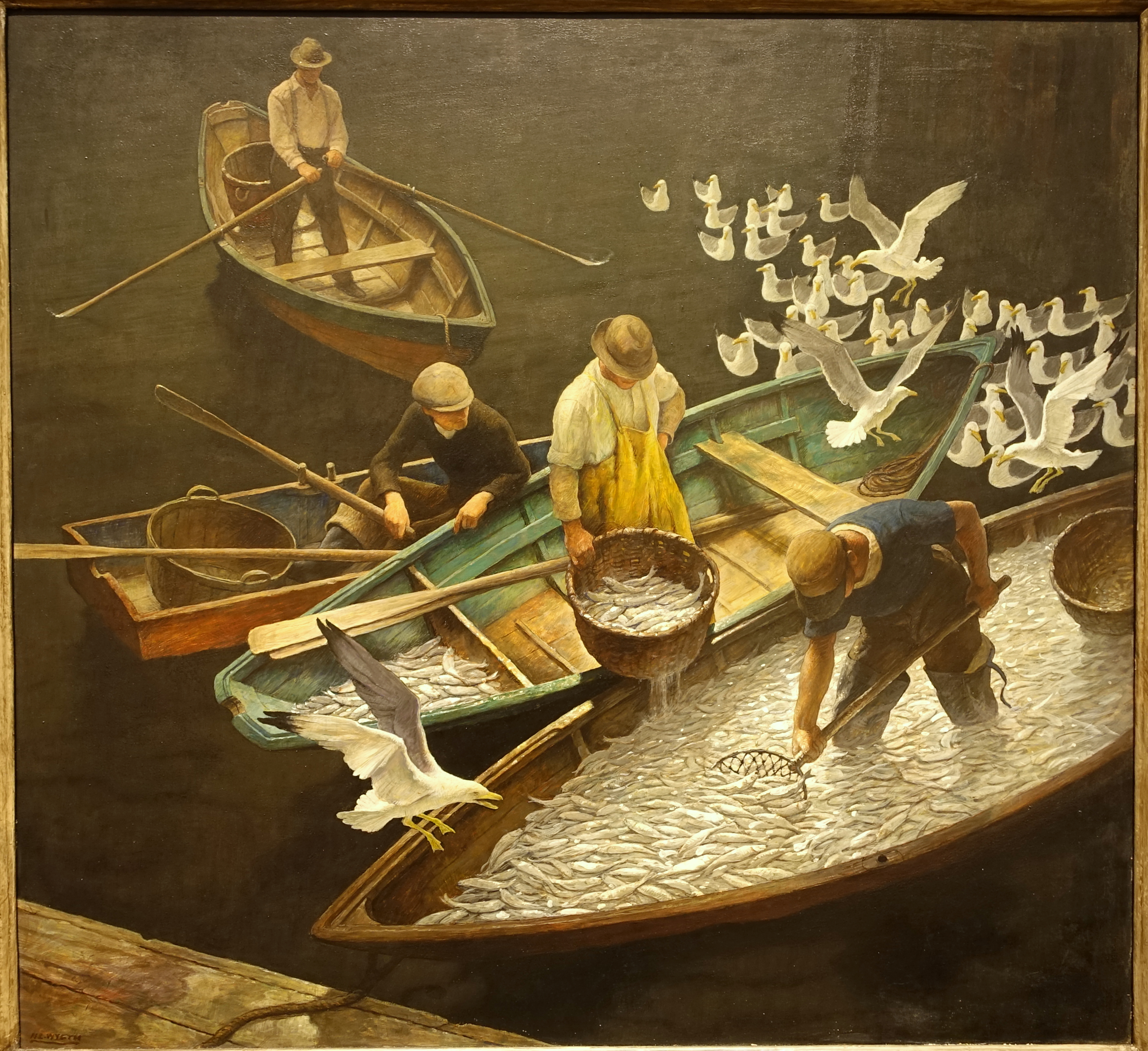
Dark Harbor Fishermen 1943.